# ブラック研修
ブラック研修とは、企業において行われる社員の人格を否定したり、不可解なことを強要するなど、常識に反する研修のことであり、軍隊研修や圧迫研修とも呼ばれる。企業や社長への忠誠心を養う、洗脳目的の研修が行われることもある。新入社員や一般職から管理職に昇格した従業員に対して行われる場合がある。

## 概要
下記が典型的なブラック研修だ。
- 研修所から出られないなど、閉鎖的空間に連れて行く。
- 社訓の暗唱・社歌を大声で歌わせる。
- ただひたすらに大声を出させる。
- 講師に罵倒させる。
- 眠らせない。
- 外部との連絡を遮断する。
- 企業に不都合な連絡をさせないよう、携帯電話を会社が管理する。
- 長距離の歩行やマラソン、登山を強要する。当然、休憩やリタイア、水分補給はない。
- 疲労感で思考力を奪う。
- 徹底的な自己否定（自己批判）によりアイデンティティを破壊する。
- 宗教法人に研修を委託する（寺での修行）[3]。
- 研修時間を時間外労働扱いとし、その分の賃金を支払わない。
- 研修にかかわる費用はすべて給与から天引きし、自己負担させる。

2015年3月23日、参議院予算委員会で、日本共産党の吉良佳子議員が「ブラック研修」について質問した（動画）。

## 裁判
株式会社サニックス
2016年1月28日、太陽光発電設備施工などを手掛ける株式会社サニックスで行われていた新人研修において、同社に補償を求めて裁判が提起された。2018年2月22日、広島地方裁判所は訓練を中断せず病院受診を認めなかったとして安全配慮義務違反にあたるとし、会社側に1592万円の支払いを命じた。
ゼリア新薬工業株式会社
2017年8月8日、製薬会社のゼリア新薬工業の新入男性社員が自殺したのは新入社員研修で受けた心理的負荷が原因だとして、男性の両親が同社や研修の委託先であるノジマの子会社ビジネスグランドワークスなどに約1億500万円の損害賠償を求め、東京地方裁判所に提訴した。東京労働局中央労働基準監督署は研修内容が労災認定基準の「ひどいいやがらせ、いじめに該当する」と判断し、2015年5月19日に労働災害として認定した。

## 書籍
- 『POSSE vol.24』（2014年9月30日）ASIN 4906708234

ISBN 978-4906708239